# Мексичка кухиња
Мексичка кухиња и кухиња околних подручја, комбинују традицију домородачких Индијанаца и утицаје шпанских конквистадора. Базира се углавном на кукурузу и махунаркама (око 20 различитих врста пасуља) и различитим врстама чили папричица. Основне сировине у припреми многих јела добијају се млевењем зрна кукуруза. Традиционално, мексички Индијанци су намочили кукуруз у алкалију пепела. Кроз овај процес, неколико важних аминокиселина, посебно ниацин, постају лакше варљиве. У овом процесу кукуруз добија хранљиву вредност и препознатљив укус, од чега се праве тортиље и сл. Употреба обичног кукурузног брашна у рецептима за мексичку кухињу неће дати карактеристичне укусе мексичке кухиње. Данас се тортиље на северу Мексика праве од пшеничног брашна (шп. тортила де харина), јер тамо слабије успева кукуруз, а на југу од кукурузног брашна (шп. тортила де маса). Основа мексичке кухиње су намирнице које су донели конквистадори (пиринач, говедина, свињетина, пилетина, вино, бели лук и лук) у комбинацији са аутохтоним намирницама као што су: кукуруз, чоколада, парадајз, ванила, авокадо, гуава, папаја, боровина, пасуљ, бундева, слатки кромпир, кикирики, ћуретина и разне врсте рибе. Мексичка храна је позната по разноврсним укусима, интензитету и богатству зачина. Мексичка кухиња је на Унесковој листи нематеријалне светске баштине.
Након шпанског освајања Астечког царства и остатка Мезоамерике, Шпанци су увели низ других намирница, од којих су најважније биле месо домаћих животиња (говедина, свињетина, пилетина, коза и овца), млечни производи (посебно сир и млеко), пиринач, шећер, маслиново уље и разно воће и поврће. Различити стилови кувања и рецепти су такође уведени из Шпаније, како током колонијалног периода, тако и од стране шпанских имиграната који су наставили да пристижу након независности. Шпански утицај у мексичкој кухињи приметан је и у посластицама као што су: алфајорес, алфеникес, бораћитос и ћурос.
Азијски и афрички утицаји су такође уведени током ове ере као резултат афричког ропства у Новој Шпанији и галијама Манила-Акапулко.

### Кукуруз
Упркос увођењу пшенице и пиринча у Мексико, кукуруз је скроб који се најчешће конзумира у скоро свим деловима земље и служи као главни састојак у многим локалним рецептима. Иако се једе и свеж, већина кукуруза се суши, никстамализира и меље у тесто које се зове маса. Ово тесто се користи и свеже и ферментисано за прављење најразличитијих јела од пића (атоле, позоле, итд.) до тамала, сопеа и још много тога. Међутим, у Мексику се кукуруз најчешће једе у облику тортиље, која иде уз готово свако јело.

### Чили паприке
Други основни састојак у свим деловима Мексика је чили паприка. Мексичка храна има репутацију да је веома зачињена, али има широк спектар укуса и док се многи зачини користе за кување, нису сви зачињени. Многа јела такође имају суптилне укусе. Користе се због својих укуса, а не само због топлоте, а Мексико користи најширу разноликост. Ако неко слано јело или грицкалица не садржи чили паприку, обично се додаје љути сос, а чили паприка се често додаје у свеже воће и слаткише.
Важност чили паприка сеже још у мезоамерички период, где се сматрало да је исто тако главна намирница као кукуруз и пасуљ. У 16. веку, Бартоломе де лас Касас је написао да без чилија, староседеоци не мисле да једу. Чак и данас, већина Мексиканаца верује да би њихов национални идентитет био на губитку без чилија и многих варијетета сосова и салсе направљених користећи чили као основу.

### Шпански доприноси
Заједно са Мезоамериком, Шпанија је друга основа мексичке кухиње, доприносећи на два основна начина: Прво, донели су са собом основне намирнице и састојке старог света који нису постојали у Америци као што су шећер, пшеница, пиринач, лук, бели лук, лимете, уље, млечни производи, свињетина, говедина и многи други.
Чуроси су уобичајена ужина пореклом из Шпаније и пошто је шећерна трска донета у Америку шпанском колонизацијом, сви мексички слаткиши имају латино порекло, често са муслиманским наслеђем као што је Алфењикес.
Такои су најбоље оцењена и најпознатија улична мексичка храна. Састоји се од меса или других пуњења умотаних у тортиљу која се често сервира са додатком сира. Вегетаријански пуни укључују печурке, кромпир, пиринач или пасуљ.

Још једна популарна улична храна, посебно у Мексико Ситију и околини је торта. Састоји се од ролне неке врсте, пуњене са неколико састојака. Ово потиче из 19. века, када су Французи увели низ нових врста хлеба. Торта је почела цијепањем ролата и додавањем пасуља. Данас се пржени пасуљ и даље може наћи на многим врстама торти. У Мексико Ситију, најчешћа ролна која се користи за торте се зове телера, релативно равни ролат са два расцепа на горњој површини. У оба краја хлеб се пуни разним надевима, посебно ако је љути сендвич, са пасуљем, кајмаком ( мајонез је реткост) и неком врстом љуте чили папричице.
- Такои
- Тостада
- Торта у мексичком стилу са типичним прилогом
- Мини пасуљ гордита са укусом листова авокада Верацруз.
- Кукуруз

## Историја
Око 7000 година пре нове ере, староседеоци Мексика и Централне Америке су ловили дивљач и сакупљали биљке, укључујући дивље чили папричице. Кукуруз још није био култивисан, па су један од главних извора калорија била печена срца агаве. До 1200. године пре нове ере, кукуруз је припитомљен и развијен је процес назван никстамализација, или третман лугом, за омекшавање кукуруза за млевење и побољшање његове нутритивне вредности. Ово је омогућило прављење тортиља и других врста хлеба. Аутохтони народи Месоамерике имају бројне приче о пореклу кукуруза, које се обично односе на дар једног или више богова, као што је Кецалкоатл.
Након освајања, Шпанци су у Нови свет увели разне намирнице и технике кувања, попут пржења. Регионалне кухиње су остале разноврсне, са домаћим намирницама које су више преовлађивале у руралним јужним областима, а шпанска храна је заживела у ређе насељеном северном региону. Пшенични хлеб у европском стилу у почетку је наишао на негативан одговор Моктезуминих изасланика који су га наводно описали као дегустацију „осушених стабљика кукуруза“. Са шпанске стране, Бернал Диаз дел Кастиљо се жалио на оброке "кукурузног колача" у кампањи.
Шпанци су донели пиринач у Мексико, заједно са шећерном трском, увелико су користили стварање многих врста слаткиша, посебно локалног воћа у сирупу. Занат од слаткиша на бази шећера под називом алфењике је увезен и сада се користи за Дан мртвих. Временом су састојци попут маслиновог уља, пиринча, лука, белог лука, оригана, коријандера, цимета, каранфилића постали интегрисани са домаћим састојцима и техникама кувања.
У осамнаестом веку, италијански капуцински фратар, Иларионе да Бергамо, укључио је описе хране у свој путопис. Напоменуо је да тортиље не једу само сиромашни, већ и виша класа. Он је описао храну за ручак као производе од свињетине као што су чоризо и шунка који се једу између тортиља, са пикантним црвеним чили сосом. За пиће пулке, као и атоле на бази кукуруза, а за оне који су то могли да приуште пили су се два пута дневно напитци на бази чоколаде. Према де Бергамовом извештају, не пије се ни кафа ни вино, а вечерње јело завршавало се малом порцијом пасуља у густој супи, уместо тога, „који је служио за припрему воде за пиће“.
Током 19. века, Мексико је доживео прилив разних имиграната, укључујући Французе, Либанце, Немце, Кинезе и Италијане, који су утицали на храну. Током француске интервенције у Мексику, француска храна је постала популарна међу вишим слојевима. На ове нове трендове утицао је кувар Тудор, кога је у Мексико довео цар Максимилијан Хабзбуршки. Један трајни доказ о томе је разноврсност хлеба и слатких хлебова, као што су болилос, кончас и још много тога, који се могу наћи у мексичким пекарама. Немци су донели технике варења пива, а Кинези су своју кухињу додали одређеним деловима земље. То је довело до тога да Мексико карактерише своју кухињу више по односу према популарним традицијама, а не према одређеним техникама кувања.
Од 20. века дошло је до размене утицаја хране између Мексика и Сједињених Држава. Мексичко кување се, наравно, и даље практиковало у садашњим југозападним Сједињеним Државама након Мексичко-америчког рата, али Дајана Кенеди је у својој књизи Кухиња Мексика (објављеној 1972) повукла оштру разлику између мексичке хране и тексашко-мексичке хране.
У последњем 20. веку, међународни утицај у Мексику довео је до интересовања и развоја високе кухиње. У Мексику, многи професионални кувари су обучени за француску или интернационалну кухињу, али се и даље фаворизује употреба мексичких основних намирница и укуса, укључујући једноставну храну са традиционалних тржишта.
У савремено доба, разне светске кухиње постале су популарне у Мексику, усвајајући тако мексичку фузију. На пример, суши у Мексику се често прави коришћењем различитих сосова на бази манга и тамаринда, а врло често се сервира са мешаним соја сосом од серана и чилија, или допуњен сирћетом, хабанеро паприком и чипотле паприком.

## Пића
Кукуруз се у Мексику не само једе, већ се и пије као напитак. Кукуруз је основа топлог напитка званог атоле, који се затим ароматизира воћем, чоколадом, пиринчем или другим укусима. Ферментисани кукуруз је основа хладног напитка, који носи различите називе и сорте, као што су техуино, позол и други. Агуас фреска су ароматизована пића која се обично праве од воћа, воде и шећера. Многа од најпопуларнијих пића могу се наћи у продаји од стране уличних продаваца и сокова у Мексику.
Чоколада је играла важну улогу у историји мексичке кухиње. Реч "чоколада" потиче из мексичке астечке кухиње, изведена из наватл речи ксоколатл. Чоколада се пре пила него јела. Коришћен је и за верске обреде. Цивилизација Маја је узгајала дрвеће какаа  и користила семе какаа које је произвела да направи пенасто, горко пиће. Пиће је било ароматизовано ванилијом, чили бибером и анатом. 
Алкохолна пића из Мексика укључују текилу, пулкуе, агуардиенте, мезцал и чаранда. Такође се производе вино, рум и пиво. Најчешће алкохолно пиће које се конзумира уз храну у Мексику је пиво, а затим текила.

## Регионалне кухиње

### Чапас
Омиљено месо су говедина, свињетина и пилетина (које су унели Шпанци), посебно у брдима, што погодује узгоју стоке. Сточарска индустрија је такође подстакла производњу сира, углавном на ранчевима и у малим задругама, од којих су најпознатији из Окосинга, Рајона и Пиџијапана. Јела од меса и сира често прате поврће, попут тиквица, чајота и шаргарепе.

### Мексико Сити
Главна карактеристика кувања у Мексико Ситију је да су на њега утицали они из других региона Мексика, као и низ страних утицаја. То је зато што је Мексико Сити био центар за миграцију људи из целог Мексика од пре-Хиспанских времена. Већина састојака за кување у овој области се не узгаја на лицу места, већ се увози из целе земље (као што је тропско воће).

### Северни Мексико
Храна која се једе на данашњем северу Мексика разликовала се од оне на југу још од пре-хиспанске ере. Овде су староседеоци били ловци-сакупљачи са ограниченом пољопривредом и насељима због сушне земље.
Култура ранча је такође подстакла производњу сира, а север производи најшире сорте сира у Мексику. Ту спадају куесо фреско (свежи сир од фармера), ранчеро (слично Монтереи Јацку), куајада (благо слатка, кремаста скута од свежег млека), рекуесон (слично младом сиру или рикоти), чивава кремаста полумекана куесо менонита и педесет шест сорти асадеро (димљени сир).
Још један важан аспект северне кухиње је присуство пшенице, посебно у употреби тортиља од брашна. Ово подручје има најмање четрдесет различитих врста тортиља од брашна.
Север је видео таласе имиграције Кинеза, Мормона и Менонита, који су утицали на кухиње у областима, као што су Чивава и Доња Калифорнија. Недавно се кухиња Баја Мед појавила у Енсенади и другде у Доњој Калифорнији, комбинујући мексичке и медитеранске укусе.

### Оахака
Кување Оаксаке остало је нетакнуто након освајања, пошто су Шпанци заузели подручје са мање борби и мање поремећаја у економији и систему производње хране. Међутим, то је била прва област која је искусила мешање хране и стилова кувања, док се централни Мексико још увек опорављао.
Велики део кувања у држави је под утицајем мешавине и, у мањој мери, Запотека. Касније у колонијалном периоду, Оаксака је изгубила своју позицију главног снабдевача храном и кување се вратило на аутохтони стил, задржавајући само мали број намирница, као што су пилетина и свињетина. Такође је прилагодио моцарелу, коју су донели Шпанци, и модификовао је у оно што је сада познато као сир Оаксака .
Једна од главних карактеристика кухиње из Оаксака је њених седам варијанти мола, које су по популарности одмах иза моле поблано. Седморица су Негро (црни), Амарило (жути), Колорадито (мали црвени), Манча Мантелес (фарба за столњак), Чичило (димни гулаш), Ројо (црвени) и Верде (зелени).
Још један важан аспект кухиње Оаксака је чоколада, која се углавном конзумира као пиће. Често се ручно меље и комбинује са бадемима, циметом и другим састојцима.

### Веракруз
Кухиња Веракруза је мешавина аутохтоне, афро-мексичке и шпанске. Домаћи допринос је у коришћењу кукуруза као основне намирнице, као и ваниле (домаће у држави) и зачинског биља званог акујо и бибер ауритам. Такође је допуњен широким спектром тропског воћа, као што су папаја, мамеи и запоте, заједно са увођењем цитруса и ананаса од стране Шпанаца.
Афрички утицај потиче од увоза робова преко Кариба, који су са собом доносили храну, коју су раније у Африку унели Португалци. Пошто се граничи са обалом Залива, морски плодови заузимају истакнуто место у већем делу државе. Улога државе као капије у Мексико значи да је кукуруз мање очигледан него у другим деловима Мексика, а пиринач је велики фаворит. Јела од кукуруза укључују гарначе (неку врсту кукурузног колача), које су лако доступне, посебно у планинским пределима, где је аутохтони утицај најјачи.
Антрополог и угоститељ Ракел Торес Сердан радила је на очувању и бележењу многих намирница аутохтоних народа у региону.

### Западни Мексико
Главни шпански доприноси кухињи Мичоакана су пиринач, свињетина и зачини. Једно од најпознатијих јела из државе је морискеста, јело од кобасица и пиринча, а одмах иза ње следи карнитас, пржена свињетина (техника конфита). Ово последње се може наћи у многим деловима Мексика, за које се често тврди да је аутентично Мичоакан. Остали важни састојци у кухињи укључују пшеницу (где хлеб симболизује плодност) која се налази у хлебу и пециву. Други је шећер, који даје велики избор десерта и слаткиша, као што су воћни желе и сладолед, који се углавном повезују са градом Токумбо.

На обали Пацифика, морски плодови су уобичајени, углавном се кувају са европским зачинима заједно са чилијем, а често се служе са зачињеном салсом. Омиљене сорте рибе укључују марлин, сабљарку, туну, шкампе и хоботницу. Тропско воће је такође важно. Кухиња полуострва Доња Калифорнија посебно је богата морским плодовима, са најширом разноликошћу. Такође садржи благу зелену чили паприку, као и урме, посебно у слаткишима.
- Карне ен су хуго.
- Тамалеси умотани у кукурузне љуске.
- Тилапија фрита (пржена) сервирана са разним украсима, укључујући нопале.
- Бирија, уобичајено јело у Гвадалахари.
- Акадо де бода (Свадбени гулаш), типично јело Закатекаса.
- Торта ахогада уз светло пиво, Халиско.
- У народу је широко распрострањено веровање да ће менудо ублажити неке од симптома мамурлука.[43]

### Јукатан
Храна на полуострву Јукатан се разликује од остатка земље. Заснован је првенствено на храни Маја са утицајима карипске, централномексичке, европске (посебно француске) и блискоисточне културе. Као и у другим областима Мексика, кукуруз је основна намирница, и као течна и као чврста храна. Један уобичајени начин конзумирања кукуруза, посебно од стране сиромашних, је танко пиће или каша од белог кукуруза који се називају позол или кеием.
Истакнута карактеристика кувања на Јукатану је употреба горких поморанџи, која храни Јукатана даје оштар елемент који је карактерише. Горка поморанџа се користи као зачин за чорбу, за маринирање меса, а њен сок (заливен шећером) користи се као освежавајући напитак.

Супа од лимете од пилетине или неког другог меса попут свињског или говеђег, сока од лимете и сервирана са тортиља чипсом. Панучо направљен од пржене тортиље која је пуњена прженим црним пасуљем и преливена сецканим купусом, пилетином или ћуретином, парадајзом, киселим црвеним луком, авокадом и киселом халапењо паприком.
- Кочињита Пибил, јело од свињског меса димљено у ватри, зачињено ахиотеом, зачинима и севиљском поморанџом.
- Панучо
- Фријол кон пуерцо (пасуљ са свињетином) припремљен од пасуља, свињетине, епазота, лука, коријандера, лимуна, ротквице и хабанеро чилија.

## Десерти
Култура десерта у Мексику се развила тек након увођења Шпанаца у то подручје. Било је намирница које би се по савременим стандардима могле сматрати пустињама, попут чоколаде, али су се конзумирале и користиле другачије. Са увођењем Европљана и њихове хране и културе у регион, дошао је и шећер, а са њим и слаткиши. Асортиман десерта је еволуирао и растао током времена како би укључио све, од ћуроса до пудинга од пиринча, од колача до воћних посластица.

### САД
Мексичка храна у Сједињеним Државама заснована је на храни Индијанаца и Хиспаноса на југозападу Сједињених Држава и северном Мексику. Мексичка храна која потиче из Сједињених Држава често долази из југозападног региона, бурито за доручак и црвени или зелени чили потичу из нове мексичке кухиње. Уз растућу етничку мексичко-америчку популацију у Сједињеним Државама, аутентичнија мексичка храна се постепено појављује у Сједињеним Државама. Већина великих америчких градова угошћује мексичку дијаспору због близине и имиграције, а мексичке ресторане и камионе са храном генерално је лако пронаћи у континенталним државама. Један од разлога је тај што мексички имигранти користе храну као средство за борбу против носталгије, а за њихове потомке она је симбол етничке припадности. Алтернативно, са више Американаца који доживљавају мексичку храну у Мексику, расте потражња за аутентичнијим укусима. Корејски такои су корејско-мексичко фузионо јело популарно у бројним урбаним срединама у Сједињеним Државама и Канади. Корејски такои су настали у Лос Анђелесу.